# Platycaulos galpinii
Platycaulos galpinii är en gräsväxtart som först beskrevs av Neville Stuart Pillans, och fick sitt nu gällande namn av Hans Peter Linder och C.R.Hardy. Platycaulos galpinii ingår i släktet Platycaulos och familjen Restionaceae. Inga underarter finns listade i Catalogue of Life.